# James Beckford
James Beckford (Saint Mary, Jamaica, 9 de janeiro de 1975) é um antigo atleta jamaicano, competidor em provas de salto em comprimento. A nível olímpico, representou a Jamaica nas edições de 1996, 2000 e 2004, tendo ganho a medalha de prata na final do salto em comprimento dos Jogos Olímpicos de Atlanta, em 1996. A sua melhor marca é de 8.62 m e foi obtida em Orlando, Florida, no ano de 1997.